# Prva Liga 2015
La Prva Liga 2015 è la 11ª edizione del campionato di football americano di primo livello, organizzato dalla SAAF.

## Squadre partecipanti
| Club                  | Città             | Stadio | Sponsor ufficiale | Risultato nella stagione 2014 |
| --------------------- | ----------------- | ------ | ----------------- | ----------------------------- |
| Beograd Vukovi        | Belgrado          |        |                   |                               |
| Čačak Angel Warriors  | Čačak             |        |                   |                               |
| Inđija Indians        | Inđija            |        |                   |                               |
| Kragujevac Wild Boars | Kragujevac        |        |                   |                               |
| Niš Imperatori        | Niš               |        |                   |                               |
| Novi Sad Dukes        | Novi Sad          |        |                   |                               |
| Pančevo Panthers      | Pančevo           |        |                   |                               |
| Sirmium Legionaries   | Sremska Mitrovica |        |                   |                               |

## Stagione regolare

### Calendario

#### 1ª giornata
| Belgrado 28 marzo 2015, ore 14:00 | Beograd Vukovi | 35 – 6 (20-6 8-0 7-0 0-0) referto | Sirmium Legionaries | Ada Ciganlija (300 spett.) |

| Kragujevac 28 marzo 2015, ore 14:00 | Kragujevac Wild Boars | 45 – 14 (7-0 13-0 13-0 12-14) referto | Čačak Angel Warriors | Čika Dača (200 spett.) |

| Novi Kneževac 28 marzo 2015, ore 14:00 | Novi Sad Dukes | 21 – 7 (0-0 14-0 0-7 7-0) referto | Inđija Indians | Stadion FK Obilić |

| Niš 28 marzo 2015, ore 15:00 | Niš Imperatori | 0 – 35 (a tavolino) referto | Pančevo Panthers | Sportski centar Čair (200 spett.)\| Arbitro: \| Ljubišić \| |
| Arbitro:                     | Ljubišić       |                             |                  |                                                             |

#### 2ª giornata
| Sremska Mitrovica 5 aprile 2015, ore 15:00 | Sirmium Legionaries | 13 – 27 (0-0 0-13 0-6 13-8) referto | Pančevo Panthers | Stadion 25. maj (300 spett.) |

| Beška 5 aprile 2015, ore 15:00 | Inđija Indians | 24 – 32 (0-8 8-12 0-6 16-6) referto | Niš Imperatori | FK Hajduk Beška (100 spett.) |

| Čačak 5 aprile 2015, ore 15:00 | Čačak Angel Warriors | 0 – 63 (0-14 0-21 0-7 0-21) referto | Novi Sad Dukes | FK Borac (150 spett.) |

| Belgrado 5 aprile 2015, ore 15:00 | Beograd Vukovi | 23 – 0 (9-0 0-0 7-0 7-0) referto | Kragujevac Wild Boars | Ada Ciganlija (500 spett.) |

#### 3ª giornata
| Kragujevac 26 aprile 2015, ore 15:00 | Kragujevac Wild Boars | 54 – 25 (19-0 13-12 7-13 15-0) referto | Sirmium Legionaries | Čika Dača (300 spett.) |

| Niš 26 aprile 2015, ore 15:00 | Niš Imperatori | 42 – 12 (14-6 8-0 14-0 6-6) referto                                                 | Čačak Angel Warriors | Sportski centar Čair (500 spett.) |
| Samuel Q1 ( TD ) 18yd run Grbović Q1 ( tpc ) Samuel Q1 ( TD ) 19yd run Jovanović Q2 ( TD ) 80yd pass from Samuel Samuel Q2 ( tpc ) Samuel Q3 ( TD ) 55yd run Mladenović Q3 ( tpc ) Samuel Q3 ( TD ) 30yd run Koković Q4 ( TD ) 2yd run Marcatori Mitrović Q1 ( TD ) 20yd pass from Avramović Mitrović Q4 ( TD ) 15yd pass from Avramović |                |                                                                                     |                      |                                   |
| |                |                                                                                     |                      |                                   |
| Samuel Q1 (TD) 18yd run Grbović Q1 (tpc) Samuel Q1 (TD) 19yd run Jovanović Q2 (TD) 80yd pass from Samuel Q2 (tpc) Samuel Q3 (TD) 55yd run Mladenović Q3 (tpc) Samuel Q3 (TD) 30yd run Koković Q4 (TD) 2yd run | Marcatori      | Mitrović Q1 (TD) 20yd pass from Avramović Mitrović Q4 (TD) 15yd pass from Avramović |                      |                                   |

| Pančevo 26 aprile 2015, ore 15:00 | Pančevo Panthers | 7 – 26 (7-13 0-6 0-7 0-0) referto | Inđija Indians | Stadon SC Mladost (700 spett.) |

#### 4ª giornata
| Kragujevac 3 maggio 2015, ore 15:00 | Kragujevac Wild Boars | 24 – 31 (7-0 2-14 8-7 7-10) referto | Novi Sad Dukes | Čika Dača (400 spett.) |

| Belgrado 3 maggio 2015, ore 15:00 | Beograd Vukovi | 27 – 8 (0-0 0-8 8-0 19-0) referto | Niš Imperatori | Ada Ciganlija (300 spett.) |

| Sremska Mitrovica 3 maggio 2015, ore 15:00 | Sirmium Legionaries | 16 – 26 (0-7 16-12 0-0 0-7) referto | Inđija Indians | Stadion 25. maj (200 spett.) |

#### 5ª giornata
| Sremska Mitrovica 15 maggio 2015, ore 15:00 | Novi Sad Dukes | 30 – 14 (13-14 7-0 10-0 0-0) referto | Sirmium Legionaries | Stadion 25. maj (200 spett.) |

| Niš 17 maggio 2015, ore 15:00 | Niš Imperatori | 16 – 14 (8-7 0-0 0-7 8-0) referto | Kragujevac Wild Boars | Sportski centar Čair (150 spett.) |

| Pančevo 17 maggio 2015, ore 15:00 | Pančevo Panthers | 13 – 14 (7-7 0-0 0-0 6-7) referto | Beograd Vukovi | Stadon SC Mladost (700 spett.) |

| Inđija 17 maggio 2015, ore 15:00 | Inđija Indians | 42 – 16 (14-0 7-8 7-8 14-0) referto | Čačak Angel Warriors | Gradski stadion (400 spett.) |

#### Recuperi 1
| Novi Sad 23 maggio 2015, ore 15:00 | Novi Sad Dukes | 38 – 14 (14-0 10-7 7-7 7-0) referto | Beograd Vukovi | FK Kabel (600 spett.) |

| Čačak 23 maggio 2015, ore 16:00 | Čačak Angel Warriors | 0 – 53 (0-21 0-16 0-9 0-7) referto | Pančevo Panthers | FK Borac (100 spett.) |

#### 6ª giornata
| Belgrado 30 maggio 2015, ore 14:00 | Beograd Vukovi | 42 – 7 (15-0 21-0 6-0 0-7) referto | Inđija Indians | KBRK (250 spett.) |

| Sremska Mitrovica 30 maggio 2015, ore 15:00 | Sirmium Legionaries | 48 – 8 (12-8 13-0 7-0 7-0) referto | Čačak Angel Warriors | Gradski Stadion (1000 spett.) |

| Novi Sad 31 maggio 2015, ore 15:00 | Novi Sad Dukes | 56 – 16 (7-8 14-0 21-8 14-0) referto | Niš Imperatori | FK Kabel (300 spett.) |

| Kragujevac 31 maggio 2015, ore 16:00 | Kragujevac Wild Boars | 45 – 7 (3-0 7-7 15-0 20-0) referto | Pančevo Panthers | Čika Dača (350 spett.) |

#### 7ª giornata
| Niš 13 giugno 2015, ore 17:00 | Niš Imperatori | 24 – 15 (0-8 0-7 8-0 16-0) referto                                                       | Sirmium Legionaries | Sportski centar Čair (200 spett.) |
| Samuel Q3 ( TD ) 3yd run Ilić Q3 ( tpc ) Samuel Q4 ( TD ) 60yd run Ilić Q4 ( tpc ) Mladenović Q4 ( TD ) 2yd run Samuel Q4 ( tpc ) Marcatori Jašćur Q1 ( TD ) 60yd run Varga Q1 ( tpc ) Varga Q2 ( TD ) 30yd pass from Riley Varga Q2 ( pat ) |                |                                                                                          |                     |                                   |
| |                |                                                                                          |                     |                                   |
| Samuel Q3 (TD) 3yd run Ilić Q3 (tpc) Samuel Q4 (TD) 60yd run Ilić Q4 (tpc) Mladenović Q4 (TD) 2yd run Samuel Q4 (tpc) | Marcatori      | Jašćur Q1 (TD) 60yd run Varga Q1 (tpc) Varga Q2 (TD) 30yd pass from Riley Varga Q2 (pat) |                     |                                   |

| Pančevo 14 giugno 2015, ore 17:00 | Pančevo Panthers | 14 – 35 (0-12 7-8 7-0 0-15) referto | Novi Sad Dukes | Stadon SC Mladost (400 spett.) |

| Inđija 14 giugno 2015, ore 17:00 | Inđija Indians | 0 – 17 (0-3 0-0 0-7 0-7) referto | Kragujevac Wild Boars | Gradski stadion (300 spett.) |

| 14 giugno 2015, ore 17:00 | Čačak Angel Warriors | 0 – 35 (a tavolino) referto | Beograd Vukovi |  |

### Classifica
La classifica della regular season è la seguente:
- PCT = percentuale di vittorie, G = partite giocate, V = partite vinte,  P = partite perse, PF = punti fatti, PS = punti subiti

| Pos. | Squadra               | PCT   | G | V | N | P | PF  | PS  |
| ---- | --------------------- | ----- | - | - | - | - | --- | --- |
| 1    | Novi Sad Dukes        | 1.000 | 7 | 7 | 0 | 0 | 274 | 89  |
| 2    | Beograd Vukovi        | .857  | 7 | 6 | 0 | 1 | 190 | 72  |
| 3    | Niš Imperatori        | .571  | 7 | 4 | 0 | 3 | 138 | 183 |
| 4    | Kragujevac Wild Boars | .571  | 7 | 4 | 0 | 3 | 199 | 116 |
| 5    | Inđija Indians        | .429  | 7 | 3 | 0 | 4 | 156 | 133 |
| 6    | Pančevo Panthers      | .429  | 7 | 3 | 0 | 4 | 132 | 151 |
| 7    | Sirmium Legionaries   | .143  | 7 | 1 | 0 | 6 | 137 | 204 |
| 8    | Čačak Angel Warriors  | .000  | 7 | 0 | 0 | 7 | 50  | 328 |

## Playoff e playout
Il turno di playout è giocato dalla settima classificata della Prva Liga (l'ottava è retrocessa direttamente) contro la seconda classificata di Druga Liga (la prima è promossa direttamente).

### Tabellone
|  | Semifinali | Semifinali            | Semifinali |                |    | XI Serbian Bowl | XI Serbian Bowl | XI Serbian Bowl |  |
|  |            |                       |            |                |    |                 |                 |                 |  |
|  | 1          | Novi Sad Dukes        | 21         |                |    |                 |                 |                 |  |
|  | 1          | Novi Sad Dukes        | 21         |                |    |                 |                 |                 |  |
|  | 4          | Kragujevac Wild Boars | 14         |                |    |                 |                 |                 |  |
|  | 4          | Kragujevac Wild Boars | 14         |                | 1  | Novi Sad Dukes  | 25              |                 |  |
|  |            |                       |            |                | 1  | Novi Sad Dukes  | 25              |                 |  |
|  |            |                       | 2          | Beograd Vukovi | 23 |                 |                 |                 |  |
|  | 2          | Beograd Vukovi        | 2          | Beograd Vukovi | 23 | 43              |                 |                 |  |
|  | 2          | Beograd Vukovi        |            |                |    |                 |                 |                 |  |
|  | 3          | Niš Imperatori        | 6          |                |    |                 |                 |                 |  |

### Semifinali
| Belgrado 20 giugno 2015, ore 14:30 | Beograd Vukovi | 43 – 6 (16-0 21-0 0-0 6-0) referto | Niš Imperatori | Ada Ciganlija (300 spett.) |

| Novi Sad 20 giugno 2015, ore 17:00 | Novi Sad Dukes | 21 – 14 (0-6 7-0 7-0 7-8) referto | Kragujevac Wild Boars | FK Kabel (300 spett.) |

### Playout
| Sremska Mitrovica 27 giugno 2015, ore 16:00 | Sirmium Legionaries | 40 – 12 (0-6 12-6 21-0 7-0) referto | Kikinda Mammoths | Stadion 25. maj |

### XI Serbian Bowl
| Novi Sad 5 luglio 2015, ore 16:30 | Novi Sad Dukes | 25 – 23 (12-14 6-0 0-3 7-6) referto | Beograd Vukovi | FK Kabel (1000 spett.) |

## Verdetti
- Novi Sad Dukes Campioni della Serbia 2015
- Čačak Angel Warriors retrocessi in Druga Liga

## Marcatori
| Giocatore    | Sq.                   | TD rush | TD recv | TD int | TD p.ret | TD k.ret | TD oth | Xp1  | Xp2 | FG  | Saf | Totale |
| ------------ | --------------------- | ------- | ------- | ------ | -------- | -------- | ------ | ---- | --- | --- | --- | ------ |
| Powell       | Novi Sad Dukes        | 16+5    | 5+0     | 0+0    | 0+0      | 0+0      | 0+0    | 0+0  | 1+0 | 0+0 | 0+0 | 158    |
| Samuel       | Niš Imperatori        | 11+1    | 0+0     | 0+0    | 0+0      | 0+0      | 1+0    | 0+0  | 2+0 | 0+0 | 0+0 | 82     |
| Washington   | Beograd Vukovi        | 0+0     | 5+4     | 0+0    | 1+0      | 0+0      | 0+0    | 0+0  | 0+0 | 0+0 | 0+0 | 60     |
| Jašćur       | Sirmium Legionaries   | 4       | 3       | 0      | 1        | 0        | 0      | 0    | 0   | 0   | 0   | 48     |
| G. Zec       | Inđija Indians        | 0       | 6       | 0      | 0        | 1        | 0      | 1    | 1   | 0   | 0   | 45     |
| Goić         | Kragujevac Wild Boars | 0+0     | 5+1     | 0+0    | 0+0      | 0+0      | 0+0    | 0+0  | 1+0 | 0+0 | 0+0 | 38     |
| 4 giocatori  | 30                    |         |         |        |          |          |        |      |     |     |     |        |
| Dimitrijević | Novi Sad Dukes        | 0+0     | 0+0     | 0+0    | 0+0      | 0+0      | 0+0    | 18+1 | 0+0 | 3+0 | 0+0 | 28     |
| 2 giocatori  | 26                    |         |         |        |          |          |        |      |     |     |     |        |
| Novaković    | Kragujevac Wild Boars | 2+1     | 0+0     | 0+0    | 0+0      | 0+0      | 0+0    | 0+0  | 1+1 | 0+0 | 0+0 | 22     |
| Puškaš       | Novi Sad Dukes        | 0       | 3       | 0      | 0        | 0        | 0      | 0    | 1   | 0   | 0   | 20     |
| 10 giocatori | 18                    |         |         |        |          |          |        |      |     |     |     |        |
| Živanović    | Kragujevac Wild Boars | 0       | 0       | 0      | 0        | 0        | 0      | 11   | 0   | 2   | 0   | 17     |
| 2 giocatori  | 16                    |         |         |        |          |          |        |      |     |     |     |        |
| 3 giocatori  | 14                    |         |         |        |          |          |        |      |     |     |     |        |
| 11 giocatori | 12                    |         |         |        |          |          |        |      |     |     |     |        |
| Kokaji       | Beograd Vukovi        | 0+0     | 0+0     | 0+0    | 0+0      | 0+0      | 0+0    | 4+7  | 0+0 | 0+0 | 0+0 | 11     |
| 2 giocatori  | 10                    |         |         |        |          |          |        |      |     |     |     |        |
| 3 giocatori  | 9                     |         |         |        |          |          |        |      |     |     |     |        |
| 3 giocatori  | 8                     |         |         |        |          |          |        |      |     |     |     |        |
| 21 giocatori | 6                     |         |         |        |          |          |        |      |     |     |     |        |
| 2 giocatori  | 5                     |         |         |        |          |          |        |      |     |     |     |        |
| 3 giocatori  | 4                     |         |         |        |          |          |        |      |     |     |     |        |
| 10 giocatori | 2                     |         |         |        |          |          |        |      |     |     |     |        |
| 2 giocatori  | 1                     |         |         |        |          |          |        |      |     |     |     |        |

- Miglior marcatore della stagione regolare: Powell ( Novi Sad Dukes), 128
- Miglior marcatore dei playoff: Powell ( Novi Sad Dukes), 30
- Miglior marcatore della stagione: Powell ( Novi Sad Dukes), 158